# Ji Xinjie
Ji Xinjie (季新杰S; Yantai, 27 ottobre 1997) è un nuotatore cinese.

## Carriera
Specializzato nello stile libero, ha vinto la medaglia d'oro nelle staffette 4x100m stile libero e 4x200m stile libero ai mondiali di Doha 2024, assieme ai compagni di squadra Pan Zhanle, Zhang Zhanshuo e Wang Haoyu. Nella stessa edizione ha conquistato l'oro anche nella staffetta 4x100 m stile libero mista, seppur da riserva.

## Palmarès
- Mondiali

Doha 2024: oro nella 4×100m sl, nella 4x200m sl e nella 4x100m sl mista.
Singapore 2025: argento nella 4x200m sl.
- Mondiali in vasca corta

Hangzhou 2018: bronzo nella 4×200m sl.
- Giochi asiatici

Giacarta 2018: argento nella 4×100m sl e nella 4×200m sl, bronzo nei 200m sl e nei 1500m sl.